# Leptodontium tricolor
Leptodontium tricolor är en bladmossart som beskrevs av Zander in Zander och Eberhard Heinz Hegewald 1976. Leptodontium tricolor ingår i släktet groddmossor, och familjen Pottiaceae. Inga underarter finns listade i Catalogue of Life.